# 当事者団体
当事者団体（とうじしゃだんたい）とは、社会問題をかかえる個人（当事者）らが結成した社会的な団体を指す。当事者組織（とうじしゃそしき）や当事者組合（とうじしゃくみあい）、当事者集団（とうじしゃしゅうだん）、当事者会（とうじしゃかい）などとも呼ばれる。当事者の社会的な利益団体の一つ。
当事者同士の連帯や親睦や互助や社会に向けてのアドボカシーを行うことを目的として、活動する。
日本の場合、社会福祉の文脈で活動する団体をさす場合が多く、当事者同士のヘルプセルプ活動やアドボカシーに重きを置いて活動したり、地域社会で活動している各地の社会福祉協議会と連携した活動を行って活動することが多い。

## 当事者団体の例
- アイデンティティ・ポリティクスに関する団体
  - その国における先住民族や少数民族による団体（北海道アイヌ協会やアメリカインディアン協会など。）
  - その国における外国人の団体（在日本朝鮮人総聯合会やタイ国日本人会など。）
  - 被差別民の団体（日本の同和団体やインドのダリットの団体など。）
  - 障害者団体
  - 患者支援団体
  - 引きこもりや生きづらさに関する自助グループ
  - 男性団体
  - 女性団体
  - LGBTコミュニティ
  - 世代に関する団体
    - 児童会・青年団・高齢者団体など。

  - 戦争や紛争、災害や公害における被災者・避難者・難民らが結成した団体。
    - 難民団体・被災者団体・被爆者の団体、拉致被害者の団体

  - 事件における被害者の会（犯罪被害者家族の会 Poenaなど。）
  - 囚人組合
  - 消費者団体
    - 借家人組合

  - 職業に関する団体
    - 職能団体・業界団体・労働組合など。

  - 自助グループ・ピアサポート